# رونالد ستورس
السير رونالد هنري أمهرست ستورس (بالإنجليزية: Sir Ronald Henry Amherst Storrs) (و. 1881-1955) أحد الموظفين الإنجليز ممن خدموا في الشرق الأوسط (الشرق الأدنى بتعبير الدوائر الاستعمارية البريطانية) في مصر والعراق وفلسطين وقبرص في وزارتي المستعمرات والخارجية والجيش البريطاني (خلال الحرب العالمية الأولى) على مدى قرابة ثلاثين عاماً من العقود الأربعة الأولى للقرن العشرين.

## النشأة
ولد ستورس (1881) لعائلةٍ من الطبقة الوسطى الدنيا، والده أسقف إنجيلي استقر في لندن قادماً من كندا حيث عائلته المهاجرة، وأمه من عائلة كست Cust المثقفة التي ترعى بعض مصالح العائلات النبيلة. نشأ في بيت الأسقف الملحق بالكاتدرائية، وارتبط بعائلة أمه وبالأخص خاله هاري كست ذي الصلات المتعددة كرئيس تحرير صحيفةٍِ مسائيةٍ شهيرة، والذي كان صديقاً لكلٍّ من جورست -الذي أتى بستورس لـقصر الدوبارة- وخليفته كتشنر.
التحق بجامعة كامبريدج وثمة درس الآداب الكلاسيكية إلى جانب العربية والتركية والفارسية والتاريخ الإسلامي وثقافات الشرق الأوسط، وأتبعها فيما بعد بالعاميتين المصرية والشامية، واللغة العبرية.

## عمله في المشرق العربي
بدأ ستورس عمله في مصر عام 1904 في المالية المصرية بوساطةٍ من خاله، وتنقل فيها بوظائفَ عدةٍ غير ذات أهميةٍ حتى اختاره عام 1908 السير ألدون جورست المعتمد البريطاني سكرتيراً شرقياً Oriental Secretary بـقصر الدوبارة مقر البعثة البريطانية في القاهرة، وهو منصبٌ أشبه بموظف المخابرات المسؤول عن جمع المعلومات وتحليلها واستخلاص النتائج منها وتضمينها تقاريره من خلال ما يجمع من معلوماتٍ عبر إدارة شبكة عملائه أو باتصالاته المختلفة، وكثيراً ماترجع له حكومته -وكذا رئيسه بالطبع- لإبداء رأيه واتخاذ التدابير والسياسة المناسبة. فإذا أضفنا لهذا كله أن اليد الطولى والسلطة الفعلية كانت للإنجليز منذ احتلالهم مصر عام 1882، وأن الخديوي (أو -فيما بعد- السلطان، ثم الملك وفقاً لتعديل اللقب الرسمي) وحكومته كانت لهما السلطة الاسمية فحسب، قدّرنا الأهمية التي كانت لعمله ذاك في صنع القرار.
وقد أبقاه اللورد هربرت كتشنر Kitchener خليفة جورست في منصبه، ولمع اسمه في عهده (11-1914)، ثم السير هنري مكماهون McMahon، وأشرف في عهده (كانون2/يناير 1915-كانون1/ديسمبر 1917) على فتح قناة اتصالٍ مع الشريف الحسين بن علي في مكة عبر أربع رحلاتٍ قام بها إلى الحجاز (رافقه في إحداها لورنس ليعرفه ستورس على عائلة الشريف ويتسلم مهام ضابط الاتصال معهم)، ثم الإشراف على مراسلات حسين-مكماهون (تموز/يوليو 1915-آذار/مارس 1916) التي أفضت إلى إعلان الشريف الثورة العربية الكبرى في حزيران/يونيو 1916.
عام 1917 استبعده ريجنالد ونجت خليفة مكماهون، فانتدبه مارك سايكس الممثل البريطاني في اتفاقية سايكس-بيكو ضابطاً سياسياً معاوناً له، وبهذه الصفة أوفد بمهمةٍ استكشافيةٍ ليعاون جرترود بيل (بالإنجليزية: Gertrude Bell) في العراق تمهيداً لوضع هيكلِ إدارةٍ بريطانيةٍ له، وثمة أقنع السير بيرسي كوكس (بالإنجليزية: Percy Cox) -المندوب السامي في العراق لاحقاً- بالقيام بمهمة وساطةٍ بين عبد العزيز آل سعود والشريف حسين عاد عنها لإصابته بضربة شمسٍ أثناء سفره عبر الصحراء.
في كانون1/ديسمبر 1917 يسافر من القاهرة إلى القدس عقب احتلالها في (9/ 11/ 1917)، ومالبث أن عيّنه قائد الحملة البريطانية على بلاد الشام الجنرال إدموند اللنبي أول حاكمٍ عسكريٍّ على القدس برتبة كولونيل (عقيد)، وبعد قيام الانتداب البريطاني على فلسطين في تموز/يوليو 1920 (رسمياً منذ صدور قرار عصبة الأمم عام 1923 بالموافقة على انتداب بريطانيا على فلسطين) استمر حاكماً مدنياً لمنطقة القدس-يافا تحت إمرة أول مندوبٍ سامٍ على فلسطين هربرت صموئيل (بالإنجليزية: Samuel) مما جعله تحت الأضواء لأهمية القدس دولياً، ولتأثيره -خاصة- على صموئيل.
انتدب حاكماً عاماً على قبرص عام 1926 إلى تشرين1/أكتوبر 1932 عندما أبعد بسبب ثورة 1931 الشعبية إلى روديسيا الشمالية (زيمبابوي الحالية) حاكماً، واستقال لأسبابٍ صحيةٍ في 19 شباط/فبراير 1934.
عمل في الحرب العالمية الثانية في وزارة المعلومات Ministry of Information التي كانت بمنزلة وزارة الإعلام، غير أنه على ما يبدو أستمر يُكلّف بمهامَ لوزارة الخارجية تتعلق بالمشرق العربي -وإن تك غيرَ رسميةٍ- باعتباره -من قبل الأوساط الدبلوماسية البريطانية- خبيراً بشؤون تلك المنطقة، فكان يعقد صداقاتٍ مع الممثلين الدبلوماسيين العرب ويجري لقاءاتٍ ونقاشاتٍ مستغلاً معرفته وتاريخه السابق في المنطقة. يذكر كميل شمعون أول وزيرٍ مفوضٍ للبنان في لندن (1944) (الرئيس اللبناني ما بين 52-1958) أن ستورس تقدم للتعرف عليه منذ الأيام الأولى لوصوله وكان على اتصالٍ متكررٍ معه، وأنه في 17 كانون الثاني/يناير 1945 في المحاضرة العامة التي ألقاها الجنرال سبيرز -عقب استقالته من رئاسة البعثة البريطانية في سوريا ولبنان وعودته إلى لندن- وحضرها العديد من موظفي الخارجية البريطانية حول مشكلة استقلال البلدين عن فرنسا وأبعادها، مثّل ستورس في الندوة عقب المحاضرة وجهة النظر السورية-اللبنانية وشرحها، ومثل هارولد نيكلسون المؤرخ والنائب البرلماني وجهة النظر الفرنسية وعرضها، وهو دليلٌ على الوزن الذي كان يتمتع به كخبيرٍ شرق أوسطي في لندن مع أن صلاته وخبراته بسوريا ولبنان كانت محدودة جداً.

## اتجاهاته وآراؤه
ربي ستورس في المجتمع الإنجليزي أواخر العهد الفيكتوري (عهد الملكة فيكتوريا في الفترة 1833-1901) المشرف على الإمبراطورية التي لاتغيب عنها الشمس، وكابنٍ لبيئته فقد كان يعتقد بتفوق بريطانيا وحملها مشعل الحضارة إلى الأمم، ففي مذكراته يكيل المديح لـكرومر على أنه «أكبر مصلحٍ أجنبي عرفته أمة شرقية»، أما الاحتلال الإنجليزي فليس إلا نجدةً لمصر من التخلف وحفزاً لها على درب التمدن.
وهو مشبع بروح المركزية الأوربية حيث كل ما في العالم يدور في فلك الذات الأوربية وحولها، فعندما يتحدث عن رقة حاشية المصريين مقارنة بغلظة الهنود لاينسى أن يذكر -بكل عجرفةٍ- أن الهنود أفضل أرومةً لأنهم آريون!!
ومذكراته حافلة بالأفكار الاستشراقية النمطية التي تطفح بها أدبيات القرن التاسع عشر وأوائل القرن العشرين الأوربية مثل عقلانية الغربيين وتحضرهم وجهالة من عداهم وتخلفهم، فهو يُسندُ طلب رجال الحركة العربية من بريطانيا المساعدة في الثورة لرغبتهم بالتمتع ببعض ما حظي به المصريون من تقدمٍ على يد الإنجليز، ونظرته للشرقيين استعمارية عنصرية، فالمصريون عنده مسلمون وأقباطٌ والفلسطينيون مسلمون ومسيحيون، وتتميز بروح الغطرسة الاستعمارية، لقد اقترح لقب سلطانٍ لحاكم مصر -بعد طول بحثٍ- بدلاً من ملك عقب إعلان الحماية الإنجليزية (1914) وإلغاء الخديوية لأنه لايجوز أن يتساوى في اللقب مع «سيده» ملك إنجلترا (بقي اللقبَ الرسمي حتى أعلنتْ المملكة المصرية عقب تصريح 28 فبراير 1922 بـ«منح» الاستقلال)، وللسبب ذاته رفَضَه للشريف الحسين ملك الحجاز (مع أنه لم يك تابعاً لبريطانيا) ولم يخفِ امتعاضه في مذكراته من إعلان الشريف نفسه ملكاً.
وبالرغم من كل اقتناعاته ومن كل السياسات الاستعمارية التي مثلها ونفذها لايجد لنفسه مناصاً من ذكر التحيز الفاضح للسياسة البريطانية في فلسطين منذ اليوم الأول لصالح الصهيونية:
"لقد خرقت الإدارة العسكرية مبدأ "الوضع الراهن" في المسألة الصهيونية. كانت فلسطين ولاية تابعة للدولة العثمانية المسلمة وكانت غالبية سكانها من العرب، وفي ظل سياسة "الوضع الراهن" كان علينا -بل كنا نتلقى تعليماتٍ- أن نقول للراغبين في إدخال تغييراتٍ سريعةٍ إننا مجرد "إدارةٍ عسكريةٍ" ولسنا منظمين مدنيين، وكان علينا أن ندير البلاد كما نفعل في مصر أو غيرها من البلاد ذات الأقليات المهمة مستخدمين الإنجليزية كلغةٍ رسميةٍ وتقديم ترجمةٍ عربيةٍ مع معاملة المقيمين اليهود والأوربيين والأرمن وغيرهم على النحو الذي نعاملهم به في مصر.
كان موقف "إدارة أراضي العدو المحتلة" مختلفاً تماماً عن هذا المفهوم، فقد طبع الإعلان الأول للجنرال اللنبي بالإنجليزية والعبرية والعربية، وكذلك الأوامر الصادرة مني، واستخدمتْ العبرية في لافتات الإدارة الحكومية، ومالبثت أن أضيفت على عجلٍ على إيصالات البلدية والإيصالات الرسمية الأخرى، وقمنا بتعيين موظفين ومترجمين يهود في مكاتبنا. وقد واجهت "إدارة أراضي العدو المحتلة" نقداً شديداً على هذا الخرق الواضح للوضع الراهن داخل وخارج فلسطين... رغم أن عصبة الأمم لم تكن قد أنشئت، ولم يكن نظام الانتداب قد أقيم حتى يكون هدف الحكومة متطابقاً مع هدف الصهيونية".

## دوره في تاريخ الشرق الأدنى
يبدو رونالد ستورس -من تاريخه وفي مذكراته- مستشرقاً تنفيذياً أكثر منه منظراً إستراتيجياً، فبالرغم من مناصبه وأدواره التي زاولها فإنه لايرقى إلى مصافّ المستشرقين السياسيين الكبار من الطبقة الأولى مثل كرومر في مصر وكتشنر في السودان وكوكس في العراق والخليج أولئك الذين أسهموا بعمقٍ في رسم وصياغة وإدارة سياسات بريطانيا الاستعمارية في الشرق الأوسط في العقدين الأولين من القرن العشرين.
له مذكرات بعنوان «توجهات Orientations» طبعت في لندن (1937) وثانيةً في نيويورك (1972) وهي مترجمة للعربية، وكتاب «لورنس العرب والصهيونية وفلسطين» (1940)، ويعدان مرجعاً تاريخياً عن الشرق الأوسط تلك الحقبة.

## روابط خارجية
- رونالد ستورس على موقع الموسوعة البريطانية (الإنجليزية)

## طالع أيضًا
- Georghallides, G.S (1985). Cyprus and the governorship of Sir Ronald Storrs: The causes of the 1931 crisis (Texts and studies of the history of Cyprus). Cyprus Research Centre. ISBN 9963-0-8004-9.
- Storrs, Ronald (1972). The Memoirs of Sir Ronald Storrs. New York: Arno Press. ISBN 0-405-04593-X.